# On s'est trompé d'histoire d'amour
Pour plus de détails, voir Fiche technique et Distribution.
On s'est trompé d'histoire d'amour est un film français réalisé par Jean-Louis Bertuccelli en 1973 et sorti dans les salles en 1974.

## Fiche technique
- Titre original : On s'est trompé d'histoire d'amour
- Réalisation : Jean-Louis Bertuccelli, assisté de Henri Helman et Christiane Perato
- Scénario : Coline Serreau et Jean-Louis Bertuccelli
- Photographie : Claude Agostini
- Son : Claude Jauvert
- Montage : François Ceppi et Marie-Thérèse Pernet
- Musique : Catherine Lara
- Production : Mag Bodard
  - Production exécutif : Philippe Dussart
- Société(s) de production : Parc Film
- Société(s) de co-production : ORTF  et Madeleine Films
- Société(s) de distribution : Gaumont Distribution
- Pays de production :  France
- Langue originale : français
- Format : couleur Color (Eastmancolor) - Son mono  - 35 mm
- Genre : drame
- Durée : 90  minutes
- Date de sortie :	
  - France : 24 avril 1974

Sources : Bifi et IMDb

## Distribution
- Coline Serreau : Anne
- Francis Perrin :	Pierre Buzac
- Roger Riffard :	Mr Buzac, le père de Pierre
- Marie-Pierre Casey : Mme Dalmart, la mère d'Anne
- Jacques Rispal :	Mr Dalmart, le beau-père d'Anne
- Nicole Dubois :	Marie-France
- Gérard Caillaud :	Claude
- Yvonne Dany : Mme Dufour
- Françoise Bertin : La première standardiste
- Micha Bayard : La prof d'entraînement à l'accouchement
- Georges Adet : Le monsieur de la sécurité sociale
- Jacqueline Doyen : La sage-femme
- Paul Bisciglia : Un chauffeur de taxi
- Paul Cambo : Le docteur Chic
- André Julien : Le chauffeur de taxi
- Simone Duhart : Madame Antoinette
- Michel Pilorgé : Le vendeur grand magasin
- Robert André : Le maire
- Jacques Plée : L'appariteur
- Josiane Lévêque : La sage-femme
- France Beucler : La jeune infirmière
- Antoine Marin : Le photographe
- Claude Aufaure : Le jeune homme au guichet

## À noter
- Le tournage a débuté le 22 octobre 1973 et s'est achevé le 27 novembre 1973.